# Didenheim
 Didenheim  là một xã thuộc tỉnh Haut-Rhin trong vùng Grand Est, đồng bắc Pháp. Xã này có diện tích 4,44 km², dân số năm 1999 là 1704 người. Khu vực này có độ cao trung bình 250 mét trên mực nước biển.